# Performativ ytring
Performativ ytring er et sprogfilosofisk begreb. En performativ ytring er en talehandling. Et eksempel på performative ytringer er løfter eller spørgsmål, hvor selve ytringen udfører en handling i forhold til andre. Andre typer er f.eks. Jeg udnævner Per til statsminister, Jeg idømmer dig ti års fængsel eller Jeg lover at betale det tilbage. I disse udtryk bliver den handling sætningen beskriver (udnævnelse, dom og løfte) udført af sætningen selv.
Teorien er især udviklet af J.L. Austin der var professor ved Oxford University. 